# A Place Where the Sun Is Silent
A Place Where the Sun Is Silent è il quarto album studio degli Alesana, prodotto dalla Epitaph Records.
Preceduto dal singolo "A Gilded Masquerade" e dal video ufficiale (con performance live inclusa) di "Circle VII: Sins of the Lion", il disco è uscito nei negozi il 18 ottobre 2011.
Il disco è basato sulla Divina Commedia di Dante Alighieri ed è diviso in due atti, ognuno introdotto da un brano con tanto di cantiche incluse (all'interno dei suddetti brani introduttivi).
Comprende 16 brani per una durata totale di un'ora e due minuti.

## L'album
La storia è in pratica il continuo di The Emptiness: l'Artista, una volta finito all'inferno dopo essere stato ucciso da Annabel, decide di cercarla o quanto meno raggiungerla, ma invano.
Inorridito da quel che vede, in pena per la sua amata, impazzisce nuovamente e quando è sul momento di consegnarsi al peccato, al Male, la scena cambia: l'Artista si risveglia infatti da un brutto sogno, il quale si rivela, con un clamoroso colpo di scena, tutta la storia raccontata in The Emptiness e in A Place Where The Sun Is Silent.
L'Artista appena sveglio dunque, ripensando a tutto ciò che aveva sognato (la morte di Annabel, la sua lotta con il suo Assassino, la sua morte, il suo vagare per l'Inferno), ricorda una vecchia diceria che affermava che i sogni hanno significati profondi e vuole rendere partecipe Annabel, che sta dormendo di fianco a lui, dello strano incubo; non appena però la scuote leggermente per svegliarla si accorge che è fredda come ghiaccio...
Chissà se poi l'incubo ricomincerà...

## Tracce
PRIMO ATTO ("At the Gate")
1. The Dark Wood of Error - 2:13
2. A Forbidden Dance - 3:53
3. Hand in Hand with the Damned - 4:36
4. Beyond the Sacred Glass - 6:03
5. The Temptress - 4:21
6. Circle VII: Sins of the Lion - 4:09
7. Vestige - 2:58
8. Lullaby of the Crucified - 4:48

SECONDO ATTO ("The Immortal Still")
1. Before Him All Shall Scatter - 0:54
2. Labyrinth - 4:04
3. The Fiend - 3:57
4. Welcome to the Vanity Faire - 4:37
5. The Wanderer - 1:37
6. A Gilded Masquerade - 4:35
7. The Best Laid Plans of Mice and Marionettes - 5:35
8. And Now for the Final Illusion - 3:43